# Los Angeles Film Critics Association Awards 1981
La 7ª edizione dei Los Angeles Film Critics Association Awards si è tenuta il 13 gennaio 1982, per onorare il lavoro nel mondo del cinema per l'anno 1981.

## Premi
Miglior film
- Atlantic City, USA (Atlantic City), regia di Louis Malle

Miglior attore
- Burt Lancaster - Atlantic City, USA (Atlantic City)

Miglior attrice
- Meryl Streep - La donna del tenente francese (The French Lieutenant's Woman)

Miglior regista
- Warren Beatty - Reds

Miglior attore non protagonista
- John Gielgud - Arturo (Arthur)

Miglior attrice non protagonista
- Maureen Stapleton - Reds

Miglior sceneggiatura
- John Guare - Atlantic City, USA (Atlantic City)

Miglior fotografia
- Vittorio Storaro – Reds

Miglior colonna sonora
- Randy Newman – Ragtime

Miglior film in lingua straniera
- Pixote - La legge del più debole (Pixote, a Lei do Mais Fraco), regia di Héctor Babenco  ·   Brasile

Miglior film sperimentale/indipendente
- R. Bruce Elder – The Art of Worldly Wisdom

New Generation Award
- John Guare

Career Achievement Award
- Barbara Stanwyck

Menzione speciale
- Kevin Brownlow - Napoleone (Napoléon vu par Abel Gance)